# Wilsonart
 (février 2016).
Si vous disposez d'ouvrages ou d'articles de référence ou si vous connaissez des sites web de qualité traitant du thème abordé ici, merci de compléter l'article en donnant les références utiles à sa vérifiabilité et en les liant à la section « Notes et références ».
Wilsonart  est une entreprise fondée en 1956 à Temple au Texas par Ralph Wilson, cadre retraité d'une entreprise en stratifié. Il créa cette entreprise dans le but de produire des stratifiés décoratifs haute pression. Elle possède environ 200 points de distributions.

## Histoire
L'entreprise est créée sous le nom de Ralph Wilson Plastics Company en 1956. Le fils de Ralph Wilson reprend l'entreprise en 1960 et cela jusqu'en 1989.
L'entreprise s'est développé rapidement durant le milieu des années 1970. Vers la fin des années 1970, le stratifié de Wilsonart est devenu une des principales marques des États-Unis dans le domaine du stratifié décoratif[réf. nécessaire]. Wilsonart produit également et distribue sa propre marque d'adhésifs. L'installation industrielle à Temple au Texas produit une large gamme de produits adhésifs. Cette firme produit également sa version de solid surface.